# Тростяное (Липецкая область)
Тростяное — село в Задонском районе Липецкой области России. Входит в состав Скорняковского сельского поселения.

## История
Село начинает упоминаться с 1724 года. Церковь святых Безсребренников и чудотворцев Косьмы и Дамиана в селе Тростяном Задонского уезда, упоминается в 1732 году. В 1800 году генерал-майором И. А. Хрущовым была построена новая каменная церковь с колокольней во имя Покрова Божией Матери.

## Географическое положение
Село расположено на Среднерусской возвышенности, в центральной части Липецкой области, в северной части Задонского района, к востоку от реки Дон. Расстояние до районного центра (города Задонска) — 33 км. Абсолютная высота — 180 метров над уровнем моря. Ближайшие населённые пункты — село Калинино, деревня Рогачёвка, деревня Лашина Дача, село Скорняково, посёлок Мирный, деревня Засосенка, деревня Обедище, деревня Фаустово. К югу от села проходит участок пути Липецк — Елец Юго-Восточной железной дороги.

## Население
| 1859 | 2010 |
| ---- | ---- |
| 278  | ↘93  |

По данным Всероссийской переписи, в 2010 году численность населения села составляла 93 человек (38 мужчин и 55 женщин).

## Улицы
Уличная сеть села состоит из 5 улиц.